# De housevrouwen house
De housevrouwen house is een single van André van Duin.
De twee liedjes op deze compact discsingle werden geschreven door Van Duin en zijn toenmalige vaste muziekproducent en begeleider Jan Rietman. Opnamen vonden plaats in de geluidsstudio van die laatste.
Noch de Nederlandse Top 40 noch de Nederlandse Nationale Hitparade Top 100 werden bereikt. Hetzelfde gold voor de Belgische BRT Top 30 en Vlaamse Ultratop 50.